# STS-34
STS-34 e тридесет и първата мисия на НАСА по програмата Спейс шатъл и пети полет на совалката Атлантис. Основната цел на мисията е извеждане в орбита на сондата за изследване на Юпитер „Галилео“. Тази експедиция е планирана за изпълнение през май 1986 г. като мисия STS-61G, но поради катастрофата на совалката Чалънджър e отложена.

## Екипаж
| Пост                    | Астронавт                                 |
| ----------------------- | ----------------------------------------- |
| Командир                | Доналд Уилямс втори космически полет      |
| Пилот                   | Майкъл Маккъли първи космически полет     |
| Специалист на мисията 1 | Франклин Чанг-Диас втори космически полет |
| Специалист на мисията 2 | Шанън Лусид втори космически полет        |
| Специалист на мисията 3 | Елен Бейкър първи космически полет        |

- Броят на полетите е преди и включително тази мисия.

Първоначалният екипаж, назначен за мисия STS-61G е бил в състав: Дейвид Уокър, Роналд Грейб, Норман Тагард и Джеймс Ван Хофтен.

## Полетът
Основния полезен товар на мисията е сондата Галилео. Това е втората американска междупланетна мисия с космическа совалка (първата е STS-30 със сондата Магелан).
Изстрелването първоначално е планирано за 12 октомври, първи ден на период от 41 дни за стартиране, през който планетите са правилно подравнени за полет между Венера и Земята и оттам към Юпитер. Осъществено е успешно на 18 октомври в 7:15 EDT. 6 часа по-късно сондата е отделена от совалката около 6 часа след старта и е насочена към Венера, като първа стъпка на пътуването и в продължение на 6 години в посока към Юпитер. Космическият апарат влиза в орбита на Венера и оттам с помощта на нейното гравитационно поле е насочена към Юпитер.
Освен извеждането на сондата на совалката се провеждат още няколко експеримента.
„Атлантис“ каца на писта 23 в базата Edwards Air Force Base, Калифорния, на 23 октомври 1989 г., в 09:33 EDT. Мисията продължава почти 5 денонощия: 4 денонощия 23 часа и 39 минути. Прехвърлена е в космическия център „Кенеди“ 7 дни по-късно.
STS-34 е втората мисия, когато на совалка е била използвана за стартиране на междупланетен космически апарат.

## Параметри на мисията
- Маса:
  - При старта: 116 831 кг
  - При кацането: 88 881 кг
  - Полезен товар: 20 064 кг
- Перигей: 298 км
- Апогей: 307 км
- Инклинация: 34,3°
- Орбитален период: 90.6 мин

## Галерия
- Подготовката на Галилео за полет.
- Изстрелването на совалката.
- Галилео преди извеждането.
- Извеждането на сондата от товарния отсек на совалката.
- Сондата на път за Юпитер.
- Гърция, снимана от космоса.
- Делтата на река Меконг, заснимана от орбита.
- „Aтлантис“ се приземява във военновъздушната база „Едуардс“.